# Storfjords kommun
Storfjords kommun (norska: Storfjord kommune, nordsamiska: Omasvuona suohkan, kvänska: Omasvuonon kunta) är en kommun i Troms fylke i norra Norge. Centralort är Hatteng. Kommunen gränsar till Enontekis kommun i Finland och Kiruna kommun i Sverige, med gränsmöte vid Treriksröset. Storfjords kommun är den ena av två kommuner i Norge (den andra är Sør-Varangers kommun) med riksgräns mot två olika länder.
Kommunen gränsar i norr mot Tromsø kommun och Lyngens kommun, i öster mot Kåfjord kommun, samt Balsfjords och Målselvs kommuner i väster och söder.
Kommunen har en betydande samisk och kvänsk befolkning. I Oteren vid Hatteng ligger Storfjord språksenter med språkutveckling på nordsamiska, kvänska och finska.

## Historia
Tätorten Skibotn är i hög grad bebodd av kväner, efterkommande till finsktalande invandrare från Sverige och Finland på 1700- och 1800-talen. Marknadsplatsen i Skibotn användes av personer från de norra delarna av Norge, Sverige och Finland.
Signaldalen befolkades av invandrande trønder, gudbrandsdøler och østerdøler 1820-1860. Storfjords kyrka, en långkyrka i trä, byggdes 1952 i Hatteng. En försvarsanläggning från andra världskriget finns i Falnes, strax väster om Skibotn.

### Administrativ historik
Storfjords kommun upprättades 1929 genom utbrytning ur Lyngens kommun. Kommunen hade 1 499 invånare vid upprättandet.
Den 1 januari 1964 överfördes ett obebott område (gården Elvebakken) från Balsfjords kommun till Storfjords kommun.
Den 1 januari 1992 överfördes ett annat obebott område  (gnr. 41 i grundkrets 0101 Nordnes) från Lyngens kommun till Storfjords kommun.

## Geografi
Kommunen ligger omkring Storfjorden, som är den innersta delen av den betydligt större Lyngenfjorden. I väster avgränsas kommunen av de höga Lyngsfjällen. I kommunen ligger tre dalar: i norr Skibotndalen, därefter Kitdalen och i söder Signaldalen, som delar sig i Stordalen och Parasdalen.
Längst in i Storfjorden ligger centralorten Hatteng, där E6 möter vägen från Signaldalen. Innerst i fjorden ligger också orten Oteren. Där möts E6 och fylkesväg 868 som går på västsidan av fjorden. 
I kommunen ligger också tätorten Skibotn (524 invånare den 1 januari 2017), den största platsen i kommunen. Där möter E6 E8, som går upp i Skibotndalen, och vidare till Finland. Befolkningen bor huvudsakligen på dessa orter, men också utmed fjorden och upp i Kitdalen och Signaldalen.
Kommunens högsta fjäll är Vassdalsfjället, 1587 meter över havet, som ligger på gränsen till Balsfjord i sydväst.

## Näringsliv
Storfjord kommun är en typisk jordbrukskommun, med boskapsskötsel som viktigaste näring. Det förekommer också lite skogsbruk, för det mesta lövskog till ved. Till en viss grad kombineras lantbruket också med fiske. Arbetsplatserna finns mest i kommunal administration, turistnäring, affärer, bygg och en del inom fiskodling och fiske. Det finns också ett sågverk i kommunen.
År 2016 arbetade 37% av de som är i arbete, utanför kommunen. I Hatteng och Skibotn finns det ålderdomshem. Några kilometer utanför Skibotn ligger Skibotn observatorium för aeronomi (norrskensforskning) och astrofysik (Universitetet i Tromsø).
Storfjord hör till Troms polisdistrikt, Nord-Troms tingsrätt och Hålogaland lagmannsrett. Kommunen är med i regionrådet Nord-Troms regionråd, tillsammans med kommunerna Kvænangen, Kåfjord, Lyngen, Nordreisa och Skjervøy. Storfjords kommun motsvarar Storfjords socken i Nord-Troms prosteri, Nord-Hålogaland stift i Norska kyrkan. Mot slutet av 1800-talet hörde Storfjord till Senjen och Tromsø fögderi i Tromsø amt.

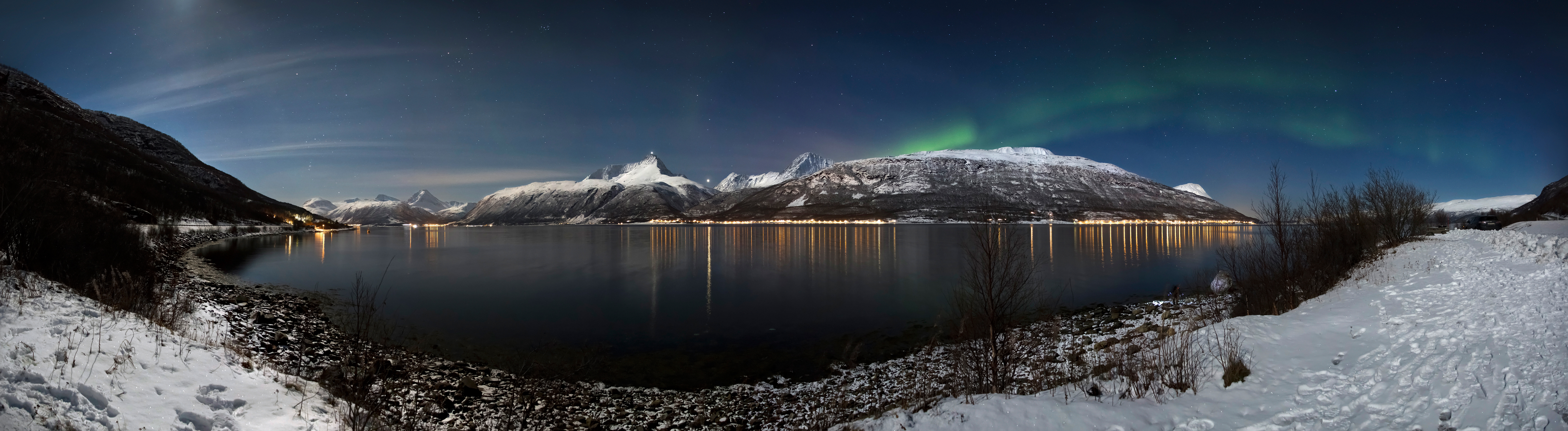
Norrsken över Storfjorden och Lyngsalpan.

## Tätorter
I Storfjords kommun finns en tätort:
- Skibotn

Orten Fossmo har tidigare räknats som en tätort men uppfyller inte längre kriterierna.

## Socknar
Inom Norska kyrkan motsvaras Storfjords kommun av Storfjords socken i Nord-Troms prosteri i Nord-Hålogalands stift.